# SCIP-Datenbank

SCIP-Logo

Die SCIP-Datenbank (Substances of Concern In articles as such or in complex objects (Products)) ist eine elektronische Datenbank der Europäischen Chemikalienagentur (ECHA), die Informationen über besonders besorgniserregende Stoffe in Erzeugnissen oder in komplexen Gegenständen enthält. Seit dem 5. Januar 2021 müssen Unternehmen, die Erzeugnisse auf den EU-Markt liefern, welche besonders besorgniserregende Stoffe (Substance of Very High Concern, SVHC) in einer Konzentration von mehr als 0,1 Gewichtsprozent enthalten, Informationen über diese Erzeugnisse und die enthaltene SVHC der ECHA zur Verfügung stellen. Bei einem komplexen Gegenstand gilt diese Schwelle für jedes der Erzeugnisse die zu dem komplexen Gegenstand verbunden/zusammengesetzt werden.

## Rechtliche Grundlage
Grundlage für die Einrichtung der SCIP-Datenbank bilden der Artikel 9, Absatz 1 Buchstabe i und Absatz 2 der Abfallrahmenrichtlinie (ARRL), sowie der Art. 33, Abs. 1 der REACH-Verordnung.
Nach Art. 9, Abs. 2 ARRL soll die ECHA bis zum 1. Januar 2020 eine Datenbank einrichten und pflegen und den Abfallbehandlungseinrichtungen sowie – auf Anfrage – auch Verbrauchern Zugang zu dieser Datenbank gewähren. Nach Art. 9, Abs. 1(i) ARRL haben die Mitgliedstaaten sicherzustellen, dass ab dem 5. Januar 2021 Lieferanten eines Erzeugnisses (gemäß Definition Art. 3 Nummer 33 der REACH-Verordnung) der ECHA die Informationen gemäß Art. 33 Abs. 1 der REACH-Verordnung zur Verfügung stellt. Und nach Art. 33, Abs. 1 REACH-VO hat der Lieferant eines Erzeugnisses, welches ein SVHC in einer Konzentration von mehr als 0,1 Masseprozent (w/w) enthält, dem Abnehmer des Erzeugnisses die ihm vorliegenden Informationen für eine sichere Verwendung des Erzeugnisses zur Verfügung zu stellen – mindestens aber den Namen des betreffenden Stoffes.
Der Zweck zur Einführung der SCIP-Datenbank findet sich im Erwägungsgrund (38) der Richtlinie (EU) 2018/851:

„Wenn Produkte, Materialien und Stoffe zu Abfall werden, kann es sein, dass diese Abfälle des Vorhandenseins gefährlicher Stoffe nicht zum Recycling oder zur Herstellung hochwertiger Sekundärrohstoffe geeignet sind. Daher müssen im Einklang mit dem Siebten Umweltaktionsprogramm, in dem die Entwicklung schadstofffreier Materialkreisläufe vorgesehen ist, Maßnahmen gefördert werden, durch die der Gehalt an gefährlichen Stoffen in Materialien und Produkten, auch recycelten Materialien, verringert wird, und es muss dafür gesorgt werden, dass während des gesamten Lebenszyklus der Produkte und Materialien ausreichend Informationen über das Vorhandensein gefährlicher Stoffe und insbesondere besonders besorgniserregender Stoffe bereitgestellt werden. Damit diese Ziele verwirklicht werden, muss das Recht der Union für Abfälle, Chemikalien und Produkte besser aufeinander abgestimmt und die Europäische Chemikalienagentur einbezogen werden, um sicherzustellen, dass die Informationen über das Vorhandensein besonders besorgniserregender Stoffen während des gesamten Lebenszyklus der Produkte und Materialen, auch in der Abfallphase, bereitgestellt werden.“

In Deutschland wurden diese europäischen Anforderungen durch die Neugestaltung des § 16f des Chemikaliengesetzes in nationales Recht umgesetzt.

### Anforderungen außerhalb des EWR
Unternehmen aus der Schweiz, die Erzeugnisse mit Stoffen aus der Kandidatenliste auf den EWR-Markt liefern, müssen ihren Kunden die erforderlichen Informationen zur Verfügung stellen, damit diese ihren Pflichten nachkommen können.

## Konzept
Die SCIP-Datenbank soll sicherstellen, dass die Informationen über Erzeugnisse, die SVHC enthalten, über deren gesamten Lebenszyklus, einschließlich der Entsorgung, öffentlich verfügbar sind. Die Adressaten sind insbesondere Abfallentsorgungsunternehmen aber auch  Verbraucher. Die Datenbank ergänzt damit die bestehenden Informations- und Meldepflichten gemäß der REACH-Verordnung. Längerfristig sollen dadurch gefährliche Stoffe im Abfall verringert, das Ersetzen dieser Stoffe mit sichereren Alternativen gefördert und zu einer besseren Kreislaufwirtschaft beigetragen, also die Verwendung von Abfall als Ressource gefördert werden.

### Begriffe

Beispiel für einen komplexen Gegenstand.

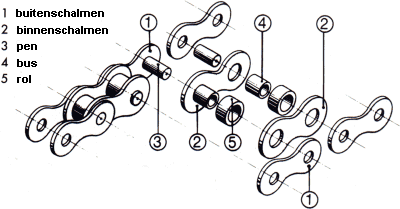
Beispiel für einen komplexen Gegenstand bestehend aus verschiedenen Erzeugnissen.

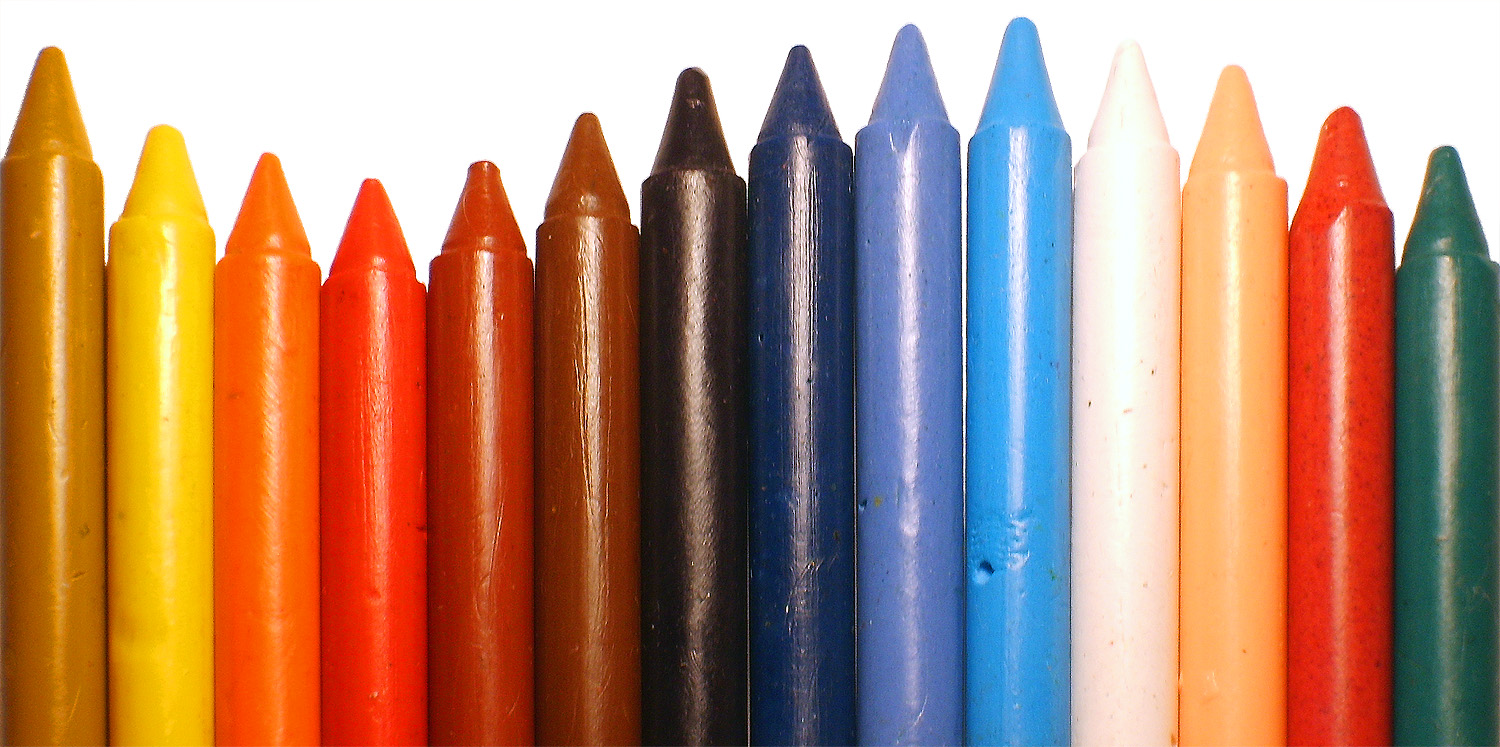
Ein Wachsmalstift ist gemäß Definition kein Erzeugnis, sondern ein Gemisch.

Da der Begriff Produkt mehrdeutig ist und für chemische Stoffe oder Gemische und auch für einfache bis hochkomplexe Gegenstände verwendet wird und werden kann, benutzt die Europäische Union bewusst nicht den Begriff Produkt, sondern folgende Begriffsdefinitionen:
- Ein (sehr) komplexer Gegenstand besteht aus mehreren Erzeugnissen und/oder anderen komplexen Gegenständen. Die können mechanisch oder mithilfe von Stoffen oder Gemischen miteinander verbunden sein.[7] Beispiele für einen komplexen Gegenstand sind ein Fernseher, ein Anspitzer, ein Fahrrad, aber auch die Fahrradkette oder die Leiterplatine in einem Fernseher.
- Ein Erzeugnis ist gemäß Art. 3 Abs. 3 der REACH-Verordnung ein Gegenstand, der bei der Herstellung eine spezifische Form, Oberfläche oder Gestalt erhält, die in größerem Maße als die chemische Zusammensetzung seine Funktion bestimmt.[7] Beispiele für Erzeugnisse sind ein einzelner Draht auf einer Leiterplatine, die Klinge eines Anspitzers oder ein einzelnes Kettenglied der Fahrradkette.
- Die Begriffe Stoff und Gemisch werden in der Regel für chemische Stoffe und deren Abmischungen verwendet. Ein Produkt ist kein Erzeugnis, sondern wird als Stoff oder Gemisch eingestuft, wenn die chemische Zusammensetzung genauso relevant oder wichtiger für die Funktion ist, als die Gestalt, Form oder Oberfläche.[8] Ein Beispiel ist ein Wachsmalstift, bei dem die Stoffzusammensetzung für die Funktion wichtiger ist, als die Form.
- Bei einer Verpackung sind die Hauptfunktionen der Schutz, der Einschluss, die Lieferung oder die Präsentation von Stoffen, Gemischen, Erzeugnissen oder Gegenständen. Bei einer Verpackung handelt es sich um ein Erzeugnis (Form, Oberfläche oder Gestalt sind wichtiger, als die chemische Zusammensetzung), welches aber kein Bestandteil der Ware ist, die darin verpackt wird.[9]

Daneben gibt es Produkte die eine Kombinationen aus Erzeugnissen und Stoffen/Gemischen darstellen, bei denen der Stoff/das Gemisch entweder integraler Bestandteil des Erzeugnisses ist und mit dem Erzeugnis entsorgt wird (Beispiel Flüssigkeitsthermometer) oder der Stoff/das Gemisch während der Verwendung bewusst freigesetzt wird (Beispiel Druckerpatrone, die aus dem Erzeugnis, mit der Funktion als Behälter und dem Gemisch besteht).

### Verantwortlichkeiten

#### Lieferanten
Im Kapitel 3.2.1. der SIA-Leitlinien wird festgelegt, dass jeder Lieferant eines Erzeugnisses dem Abnehmer (d. h. industrielle oder gewerbliche Anwender und Händler) und – auf Anfrage – auch dem Verbraucher über Menge und Art des SVHC zu informieren hat, soweit die Konzentration eines einzelnen SVHC > 0,1 Masseprozent ist.
Die Pflicht zur Informationsübermittlung gilt für die ersten Lieferanten, d. h. Hersteller und Montagebetriebe, Importeure, sowie Händler und andere Akteure in der Lieferkette, die Erzeugnisse auf den EU-Markt bringen – wenn sie in der EU ansässig sind. Dagegen sind Anbieter, wie Einzelhändler und andere Beteiligte an der Lieferkette, die Erzeugnisse ausschließlich an Verbraucher liefern, von der Verpflichtung zur Informationsübermittlung an die SCIP-Datenbank ausgenommen.

#### Abfallentsorgungsunternehmen
Den Abfallentsorgungsunternehmen sollen durch die SCIP-Datenbank die notwendigen Informationen zur Verfügung gestellt werden, die benötigt werden, um das Abfallmanagement (z. B. die sortenreine Trennung der Abfälle) zu optimieren, SVHC in den Erzeugnissen zu identifizieren und separieren und dadurch die Verwendung von Abfällen als Rohstoffe zu verbessern. Für die Abfallentsorgungsunternehmen ergeben sich keine Verpflichtungen durch die Einführung der SCIP-Datenbank.

#### Verbraucher
Den Verbrauchern sind auf Anfrage Informationen zu allen SVHC, die in einer Konzentration > 0,1 Masseprozent in einem Erzeugnis enthalten sind, kostenlos und innerhalb von 45 Kalendertagen zur Verfügung zu stellen.

### Verfahren
Die ersten Lieferanten, die Erzeugnisse oder komplexe Gegenstände in der EU vertreiben, welche ein SVHC in einer Konzentration größer 0,1 Masseprozent enthält, melden diese der ECHA. Deren Kunden können diese Registrierung danach auf zwei Wegen nutzen:
- Anbieter, wie Einzelhändler, die diese Waren in der EU handeln, können sich auf die Meldung beziehen und dazu die Simplified SCIP Notification (SSN) angeben.
- Anbieter, die diese Waren weiter verarbeiten und z. B. aus verschiedenen Erzeugnissen komplexe Gegenstände herstellen, können sich bei ihrer Meldung an die ECHA auf die bereits bestehende Meldung beziehen (Referencing).

Für die Datenübermittlung an die ECHA kann IUCLID, das ECHA Submission Portal oder der System-to-system-Service der ECHA genutzt werden.
Für einen komplexen Gegenstand ergibt sich dieselbe Verpflichtung, wenn er mindestens ein Erzeugnis enthält, welches diese Bedingung erfüllt.

## Zeitplan
Planmäßig sollte die Datenbank zum 1. Januar 2020 vollständig einsatzbereit und online sein, war aber aufgrund zahlreicher Verzögerungen erst zum 28. Oktober 2020 verfügbar. Innerhalb eines Monats nach Einführung meldete die ECHA, dass es bereits 50 000 Anmeldungen gab.
Seit dem 5. Januar 2021 müssen Informationen über Erzeugnisse, die einen SVHC in einer Konzentration von > 0,1 Masseprozent enthalten, der ECHA zur Verfügung gestellt werden. Dies gilt sinngemäß auch, wenn zu einem späteren Zeitpunkt ein Erzeugnis auf den EU-Markt gebracht wird, sich die Menge eines SVHC ändert, oder ein Stoff neu als SVHC eingestuft wird. Auch in diesen Fällen muss eine SCIP-Anmeldung erfolgen oder eine bereits bestehende Anmeldung aktualisiert werden. Die Registrierungspflicht gilt nicht rückwirkend, d. h. Erzeugnisse, die nach dem 5. Januar 2021 nicht mehr auf dem EU-Markt angeboten werden, müssen nicht gemeldet werden.